# Poupée de cire, poupée de son
«Poupée de cire, poupée de son» (en español "Muñeca de cera, muñeca de serrín") fue la canción ganadora del Festival de la Canción de Eurovisión 1965, interpretada por la cantante francesa France Gall, de entonces 17 años, representante de Luxemburgo.

## Historia
Compuesta por Serge Gainsbourg y enmarcada en el estilo yeyé, fue la primera canción ganadora en Eurovisión con un ritmo rápido. Fue nominada como una de las catorce mejores canciones de todo el certamen en el especial realizado en 2005, Congratulations.
Como es habitual en las letras de Gainsbourg, la canción contiene varios dobles sentidos y juegos de palabras. El título puede ser traducido como "Muñeca de cera, muñeca de serrín", pero también como "Muñeca de cera, muñeca de sonido", lo cual implicaría que France Gall es una "muñeca cantante" controlada por Gainsbourg. Según Gainsbourg, la letra es sobre la ironía de que cantantes demasiado jóvenes e inexperimentadas canten canciones sobre la vida y el amor.
Fue sucedida como ganadora de Eurovisión por la canción "Merci, Chérie" del Festival de la Canción de Eurovisión 1966, interpretada por Udo Jürgens, representante de Austria.

## Versiones
Tras su éxito en el Festival de Eurovisión de 1965, la canción fue grabada posteriormente en varios idiomas, como francés, italiano, alemán, e incluso en japonés. La versión en español se tituló «Muñeca de cera» y ha sido interpretada por cantantes españoles y latinoamericanos, entre los que figuran Conchita Bautista, Karina, Leo Dan, Juan Ramón, Jimmy Santy, Kela Gates, Nena Daconte y otros más.